# La Chapelle-Felcourt

La Chapelle-Felcourt este o comună în departamentul Marne, Franța. În 2009 avea o populație de 65 de locuitori.